# Cajamarca, Tolima
Cajamarca là một thị trấn và khu tự quản ở Tolima (Departmento) của Colombia. Khu tự quản này có dân số 18.701 theo điều tra năm 1993.